# محمد سلمان الشيخ
محمد سلمان الشيخ (9 أكتوبر 1988) لاعب كرة قدم بحريني يلعب حاليا لصالح نادي الدرجة الأولى الحالة البحريني في مركز حارس المرمى من 2006.